# União das Freguesias de Malagueira e Horta das Figueiras
União das Freguesias de Malagueira e Horta das Figueiras, kürzer Malagueira e Horta das Figueiras, ist eine Gemeinde (Freguesia) der portugiesischen Stadt Évora. Die Gemeinde hat 22.379 Einwohner auf einer Fläche von 64,43 km² (Zahlen nach Stand 2011).
Sie ist eine der vier Stadtgemeinden der Stadt Évora.
Die Gemeinde entstand am 29. September 2013 mit der Gebietsreform in Portugal, durch Zusammenschluss der Gemeinden Malagueira und Horta das Figueiras. Malagueira wurde offiziell Sitz dieser neu gebildeten Gemeinde.